# 空氣系
空氣系（日语：／ Kūki Kei），又稱日常系，是一種文學類型，通常是動漫作品（尤其是四格漫畫），內容以年輕人日常與平凡的生活為主題，作品特點是故事用意不明、內容節奏緩慢。此詞在2000年代出現於日本，從2006年開始在互聯網上廣為使用。

## 概述
空氣系，即故事內容像空氣一樣，不帶有明顯的含義。空氣系作品一般不注重連貫的主線推進，不具有中心思想與龐雜設定。空氣系作品時常圍繞幾個擁有特別的性格和帶有萌屬性的女角色，以及她們平凡的日常生活；劇情發展緩慢，而且沒有特定的發展方向；內容通常十分平和。部份空氣系作品會加入一些冷笑話或無厘頭情節來帶出喜劇感，但作品整體依然遵從空氣系的特質──故事用意若有似無。雖然空氣系作品的劇情顯得平和甚至時而平淡，卻受到忙碌的城市人所鍾愛，因為悠閒平緩的故事可以讓人放空腦袋，在緊迫的生活中得到片刻喘息。
羅賓·E·布倫納在2007年出版的《看懂漫畫與動畫》（Understanding manga and anime）中表示，此類故事佔日本漫畫市場的比例很大，在漫畫與動畫裡，描述生活片段的故事更接近於通俗劇，因為此類故事通常在很短的時間內發生大量戲劇性或喜劇性的元素，讓故事變得荒謬。這種類型的故事通常以學校這個佔了青少年生活中主要的部份作為背景，也包括來自家庭內外的人際關係 。主題通常包括青春期、人際關係、家庭、戀愛、奇幻或科幻。